# Raids
|  | No s'ha de confondre amb raid. |

Raids és un municipi francès al departament de la Manche (regió de Normandia). L'any 2007 tenia 200 habitants.

## Demografia

### Població
El 2007 la població de fet de Raids era de 200 persones. Hi havia 80 famílies de les quals 20 eren unipersonals (12 homes vivint sols i 8 dones vivint soles), 32 parelles sense fills, 24 parelles amb fills i 4 famílies monoparentals amb fills.
La població ha evolucionat segons el següent gràfic:

### Habitatges
El 2007 hi havia 96 habitatges, 80 eren l'habitatge principal de la família, 13 eren segones residències i 3 estaven desocupats. 95 eren cases i 1 era un apartament. Dels 80 habitatges principals, 65 estaven ocupats pels seus propietaris, 11 estaven llogats i ocupats pels llogaters i 4 estaven cedits a títol gratuït; 1 tenia dues cambres, 6 en tenien tres, 18 en tenien quatre i 55 en tenien cinc o més. 62 habitatges disposaven pel capbaix d'una plaça de pàrquing. A 38 habitatges hi havia un automòbil i a 39 n'hi havia dos o més.

### Piràmide de població
La piràmide de població per edats i sexe el 2009 era:
| Homes | Edats   | Dones |
| ----- | ------- | ----- |
| 0     | 95 o +  | 0     |
| 4     | 90 a 94 | 0     |
| 0     | 85 a 89 | 0     |
| 0     | 80 a 84 | 0     |
| 0     | 75 a 79 | 0     |
| 12    | 70 a 74 | 16    |
| 20    | 65 a 69 | 8     |
| 0     | 60 a 64 | 4     |
| 0     | 55 a 59 | 0     |
| 0     | 50 a 54 | 4     |
| 4     | 45 a 49 | 4     |
| 12    | 40 a 44 | 12    |
| 16    | 35 a 39 | 8     |
| 8     | 30 a 34 | 12    |
| 4     | 25 a 29 | 0     |
| 4     | 20 a 24 | 0     |
| 16    | 15 a 19 | 12    |
| 12    | 10 a 14 | 8     |
| 8     | 5 a 9   | 12    |
| 0     | 0 a 4   | 4     |

## Economia
El 2007 la població en edat de treballar era de 122 persones, 97 eren actives i 25 eren inactives. De les 97 persones actives 90 estaven ocupades (49 homes i 41 dones) i 7 estaven aturades (3 homes i 4 dones). De les 25 persones inactives 9 estaven jubilades, 8 estaven estudiant i 8 estaven classificades com a «altres inactius».

### Ingressos
El 2009 a Raids hi havia 80 unitats fiscals que integraven 197,5 persones, la mediana anual d'ingressos fiscals per persona era de 15.217 €.

### Activitats econòmiques
Dels 4 establiments que hi havia el 2007, 2 eren d'empreses de comerç i reparació d'automòbils, 1 d'una empresa financera i 1 d'una empresa de serveis.
L'any 2000 a Raids hi havia 14 explotacions agrícoles que ocupaven un total de 473 hectàrees.

## Poblacions properes
El següent diagrama mostra les poblacions més properes.